# Symphysodon aequifasciatus
Symphysodon aequifasciatus Pellegrin, 1904 è una delle 3 specie di pesci d'acqua dolce della famiglia Ciclidi conosciuta come Pesce disco.

## Distribuzione e habitat
Questa specie è diffusa nel bacino del Rio delle Amazzoni, e principalmente nei fiumi Putumayo (Colombia e Perù), Tocantins, Solimões, Rio Nanay, Rio Momon, Rio Yavari, Rio Ica. Vivono in acque relativamente profonde e tranquille: zone rocciose, radici.

## Descrizione
Il corpo è ampio, estremamente compresso ai lati, allargato e arrotondato, da qui il nome comune di pesce disco. 
 Le pinne dorsale e anale sono ampie e seguono il corpo arrotondato. Le pinne ventrali sono lunghe e sottili. La coda è ampia, a delta. La livrea è estremamente variabile, ma la forma originaria presenta corpo giallo bruno, marezzato di verde, rosso o bianco, con 9 fasce verticali, la prima attraversa l'occhio e l'ultima la base della pinna caudale. Esistono numerose varietà di colore. 

Raggiunge una lunghezza massima di 14 cm.

## Biologia

### Riproduzione
Solitamente il pesce disco vive in piccoli gruppi, ma durante la stagione degli amori diventa territoriale e le coppie si appartano in zone isolate per la riproduzione e l'allevamento dei piccoli. 
 Hanno spiccato comportamento genitoriale: le uova (arancioni) vengono curate da entrambi gli individui e, dopo la schiusa, gli avannotti vengono nutriti per alcune settimane con un particolare liquido secreto molto nutriente dall'epidermide dei genitori.

### Alimentazione
Symphysodon aequifasciatus si nutre di gamberetti, insetti, vermi e piccoli pesci.

## Acquariofilia
La forma, la bellezza dei colori, l'affascinante comportamento ha fatto sì che il pesce disco diventasse in pochi anni uno dei più conosciuti e ammirati pesci d'acqua dolce.

### Varietà
In commercio esistono numerose varietà, frutto di incroci e selezioni da parte dell'uomo. 

Alcune delle quali:
- S. aequifasciatus Pigeon Blood[3] (la più diffusa e anche la più economica)
- S. aequifasciatus Blue Diamond
- S. aequifasciatus Royal Blue[4]
- S. aequifasciatus Brown
- S. aequifasciatus Green
- S. aequifasciatus Red Valentine[5]
- S. aequifasciatus Red Melon
- S. aequifasciatus Leopard Maze
- S. aequifasciatus Leopard Ring
- S. aequifasciatus Snow White[6]
- S. aequifasciatus Golden ghost[7]